# L'Enfer du dimanche (bande originale)
Singles
Music From The Motion Picture Any Given Sunday est la bande originale du film L'Enfer du dimanche (Any Given Sunday) d'Oliver Stone sorti en 1999. L'album est commercialisé en 2000 et contient des titres de rap, de rock alternatif et de R'n'B. Il s'est classé 28e au Billboard 200 et 11e au Top R&B/Hip-Hop Albums. Le single "Shut 'Em Down" de LL Cool J s'est quant à lui placé 31e au Hot Rap Songs.

## Liste des titres
1. "Who You Gonna Call"- 4:08 (Missy Elliott)
2. "Reunion"- 4:41 (Capone-N-Noreaga)
3. "Never Goin' Back"- 3:37 (Mobb Deep)
4. "Sole Sunday"- 3:59 (Goodie Mob & OutKast)
5. "Shut'Em Down"- 3:20 (LL Cool J)
6. "Shut Up"- 4:22 (Trick Daddy, Trina, Deuce Poppi & Co)
7. "Any Given Sunday"- 3:59 (Jamie Foxx, Guru & Common)
8. "Whatever It Takes"- 4:03 (P.O.D.)
9. "Fuck That"- 3:41 (Kid Rock)
10. "Be a Man"- 3:18 (Hole)
11. "My Niggas"- 1:05 (DMX)
12. "Jump"- 4:07 (Mystikal)
13. "Move Right Now"- 3:46 (Swizz Beatz, Eve & Drag-On)
14. "Why"- 3:15 (Godsmack)
15. "Stompbox"- 4:08 (Overseer)
16. "Any Given Sunday Outro"- 2:31 (Jamie Foxx)
17. "Use Me" - 5:04 (Aaron Neville)

## Liste de toutes les chansons apparaissant dans le film
| No  | Titre                                     | Auteur                    | Interprété par                             | Durée |
| --- | ----------------------------------------- | ------------------------- | ------------------------------------------ | ----- |
| 1.  | Ghost Dance                               |                           | Robbie Robertson                           |       |
| 2.  | Storm Trucks                              |                           | The Horse Flies                            |       |
| 3.  | Log Death                                 |                           | The Horse Flies                            |       |
| 4.  | Sweet Pain (R&D Division remix)           |                           | Michael Brook et Nusrat Fateh Ali Khan     |       |
| 5.  | Sharks' Anthem                            |                           | Mike Reagan                                |       |
| 6.  | Rain Dance                                |                           | Robbie Robertson                           |       |
| 7.  | Right Here, Right Now                     |                           | Fatboy Slim                                |       |
| 8.  | Rock and Roll Part 2                      |                           | Gary Glitter                               |       |
| 9.  | Why                                       |                           | Godsmack                                   |       |
| 10. | Spiritual                                 |                           | Bill Brown                                 |       |
| 11. | Find My Baby                              |                           | Moby                                       |       |
| 12. | Whatever It Takes                         |                           | P.O.D.                                     |       |
| 13. | Jump                                      |                           | Mystikal                                   |       |
| 14. | Supermoves                                |                           | Overseer                                   |       |
| 15. | Rattlebone                                |                           | Robbie Robertson                           |       |
| 16. | Bless Me Father                           |                           | P.O.D.                                     |       |
| 17. | Ultramarine                               |                           | Michael Brook                              |       |
| 18. | Reunion                                   |                           | Capone-N-Noreaga                           |       |
| 19. | Albo Gator                                |                           | Michael Brook                              |       |
| 20. | Stompbox                                  |                           | Overseer                                   |       |
| 21. | I Dreamed About You                       |                           | Bill Elliott                               |       |
| 22. | Cruisin                                   |                           | Smokey Robinson                            |       |
| 23. | Fleeting Smile                            |                           | Roger Eno                                  |       |
| 24. | Viscaya Fight                             |                           | Danny Saber                                |       |
| 25. | Sharks' Theme                             |                           | Bill Brown                                 |       |
| 26. | My Niggas                                 |                           | DMX                                        |       |
| 27. | Pennsylvania 6-5000                       | Carl Sigman et Jerry Gray |                                            |       |
| 28. | Rock the Sharks                           |                           | Bill Brown                                 |       |
| 29. | So Ruff, So Tuff                          |                           | Zapp & Roger                               |       |
| 30. | Marinerito, Marineron                     |                           | Papucho Y Su Grupo Wao                     |       |
| 31. | Paranoid                                  |                           | Black Sabbath                              |       |
| 32. | Mambo UK                                  |                           | ¡Cubanismo!                                |       |
| 33. | That's the Way (I Like It)                |                           | KC and the Sunshine Band                   |       |
| 34. | Motorbreath                               |                           | Metallica                                  |       |
| 35. | Cheek to Cheek                            |                           | Ella Fitzgerald                            |       |
| 36. | Boy                                       |                           | Trick Daddy                                |       |
| 37. | Never Goin' Back                          |                           | Mobb Deep                                  |       |
| 38. | Bawitdaba                                 |                           | Kid Rock                                   |       |
| 39. | Take California                           |                           | Propellerheads                             |       |
| 40. | I Didn't Know About You                   |                           | Thelonious Monk                            |       |
| 41. | Shut 'Em Down                             |                           | LL Cool J                                  |       |
| 42. | Revolution                                |                           | Kirk Franklin                              |       |
| 43. | I Can't Face the Music                    |                           | Billie Holiday                             |       |
| 44. | More Bounce to the Ounce                  |                           | Zapp & Roger                               |       |
| 45. | Who You Gonna Call                        |                           | Missy Elliott                              |       |
| 46. | Any Given Sunday                          |                           | Jamie Foxx                                 |       |
| 47. | Be A Man                                  |                           | Hole                                       |       |
| 48. | Como Ves                                  |                           | Ozomatli                                   |       |
| 49. | Out of the Blue                           |                           | Robbie Robertson et Bill Dillon            |       |
| 50. | My Name Is Willie                         |                           | Jamie Foxx                                 |       |
| 51. | Bawitdaba                                 |                           | Kid Rock                                   |       |
| 52. | The Wrestler (Lionrock remix)             |                           | Slick Sixty                                |       |
| 53. | When Your Lover Has Gone                  |                           | Ben Webster et Oscar Peterson              |       |
| 54. | Shut Up                                   |                           | Trick Daddy et Duece Poppito               |       |
| 55. | Without a Daddy (Black Girl / White Girl) |                           | 2Shé                                       |       |
| 56. | Move Right Now                            |                           | Swizz Beatz                                |       |
| 57. | Life Form                                 |                           | Hawkwind                                   |       |
| 58. | Don't Explain                             |                           | Nina Simone                                |       |
| 59. | Blue On Blue                              |                           | Robbie Robertson                           |       |
| 60. | Everloving                                |                           | Moby                                       |       |
| 61. | Twilight Zone                             |                           | 2 Unlimited                                |       |
| 62. | Coyote Dance                              |                           | Robbie Robertson                           |       |
| 63. | Gaby                                      | Rafael E. Lopez           |                                            |       |
| 64. | Flying Foxes                              |                           | Moby                                       |       |
| 65. | Horny                                     |                           | Mousse T. vs. Hot N' Juicy                 |       |
| 66. | On Demeter                                |                           | Rachel's                                   |       |
| 67. | Twisted Hair                              |                           | Robbie Robertson                           |       |
| 68. | Infedelite                                |                           | Susan Graham et Roger Vignoles             |       |
| 69. | Unknown                                   |                           | Robbie Robertson                           |       |
| 70. | Leave Home                                |                           | The Chemical Brothers                      |       |
| 71. | Graciosa                                  |                           | Moby                                       |       |
| 72. | Use Me                                    |                           | Bill Withers                               |       |
| 73. | WR                                        |                           | Labradford                                 |       |
| 74. | Finale                                    |                           | The Munich Radio Orchestra                 |       |
| 75. | We Will Rock You                          |                           | Queen                                      |       |
| 76. | My Weakness                               |                           | Moby                                       |       |
| 77. | Sole Sunday                               |                           | Goodie Mob et Outkast                      |       |
| 78. | Bended Knee                               |                           | Robbie Robertson                           |       |
| 79. | Any Given Sunday Outro                    |                           | Jamie Foxx                                 |       |
| 80. | Introduction                              |                           | Tom Tykwer, Johnny Klimek et Reinhold Heil |       |
| 81. | Just Before Dawn                          |                           | Robbie Robertson                           |       |
| 82. | Peace                                     |                           | Paul Kelly                                 |       |